# Chad Smith
 (mars 2008).
Si vous disposez d'ouvrages ou d'articles de référence ou si vous connaissez des sites web de qualité traitant du thème abordé ici, merci de compléter l'article en donnant les références utiles à sa vérifiabilité et en les liant à la section « Notes et références ».
Pour les articles homonymes, voir Chad Smith (baseball) et Smith.
Chad Gaylord Smith, dit Chad Smith, né le 25 octobre 1961 à Saint Paul dans le Minnesota, est un batteur américain, membre des Red Hot Chili Peppers depuis 1988.
Il joue aussi dans Chickenfoot et dans le Chad Smith's Bombastic Meatbats.

## Biographie

### Enfance et carrière
Chad Smith grandit à Bloomfield Hills dans le Michigan. Vers l'âge de 17 ans, il enchaîne les petits boulots, tout en continuant de fréquenter le lycée Lahser High School bien qu'il ne soit pas diplômé. À 18 ans, il arrête sa scolarité pour se consacrer entièrement à sa passion. Il fait alors partie de différents groupes. Il commence à sortir de l'ombre avec le groupe de hard rock de Detroit Tommy Redd qu'il intègre en 1984. Il participe à l'album In The Light, second et dernier volet de la discographie très courte du groupe, séparé en 1988. Chad a acquis une bonne maturité et une réputation de bon batteur, qui lui permet de jouer l'hymne américain dans le stade des Pistons de Détroit à la mi-temps du match contre les Hawks d'Atlanta.
Début 1989, une grande audition est organisée pour remplacer Jack Irons, batteur des Red Hot tombé en dépression, à la suite de l'overdose du guitariste Hillel Slovak. Chad quitte Détroit pour auditionner à Los Angeles, parmi une trentaine de batteurs. Il passe l'audition dans d'étranges circonstances.
En effet, à peine arrivé, Anthony Kiedis (chanteur) a crié tout de suite « suivant ! » sans même l'avoir écouté ; Chad joue quand même, piqué au vif, et s'en sort plutôt bien. John Frusciante raconte : « Un jour, cette fille vint me voir à un concert de Public Enemy et elle dit : « J’ai votre batteur, j’ai trouvé votre batteur ! » et elle avait en effet un batteur, et elle me dit : « Ce mec bouffe de la batterie pour son petit-déjeuner ! » ; et quand j’en ai parlé à Flea, on était tous là : « Il bouffe de la batterie pour son petit-déj’ ! ». J’ai jamais rien entendu d’aussi débile ! ». Ce fameux batteur n'est autre que Chad, qui explique : « Je suis donc arrivé avec mes caisses et j’ai décidé de mettre toute la gomme. Quand j’ai eu fini de jouer, ils étaient pliés par terre, raides morts de rire. J’ai bien pensé qu’il ne me restait plus qu’à plier bagage et à rentrer chez moi. Mais, finalement, ils m’ont pris ». Le fait est qu’ils furent visiblement impressionnés, après un défilé de batteurs plutôt médiocres, de voir débarquer un grand escogriffe venu de Détroit, baraqué et chevelu, qui se mit à fracasser méthodiquement ses fûts avec la puissance de « dix éléphants sous stéroïdes », en hurlant comme un dératé des insanités à l’adresse de ces trois demi-portions, histoire de bien leur montrer qu’ils ne lui faisaient pas peur du tout. « Et le lendemain, après qu’on l’a vu jouer, on était là : « Mais c’est vrai, il bouffe vraiment de la batterie pour son petit-déjeuner ! » » conclut John.
Depuis 2009, il joue dans le supergroupe Chickenfoot avec Sammy Hagar, Michael Anthony (ex-Van Halen) et Joe Satriani. Le 15 septembre 2009, il a sorti son premier album avec son nouveau groupe, Chad Smith's Bombastic Meatbats, composé de Chad Smith à la batterie, de Kevin Chown à la basse, Ed Roth aux claviers et Jeff Kollman à la guitare.

### Vie privée
Chad Smith se marie en 1994 à Maria St John et a un enfant avec elle, Manon, née en 1997. Le couple finit par divorcer et Chad a trois autres enfants, Justin, Ava et Cole. Le 8 mai 2004, le batteur se remarie avec Nancy, une architecte, aux Bahamas. Lorsqu'il ne joue pas, Chad Smith pratique la plongée, le basket comme Flea et Anthony (mais contrairement à eux, il n'est pas un supporter des Lakers de L. A. mais un supporter des Pistons de Détroit), le baseball et apprécie les Harleys. Il vit dans une maison espagnole de 1929, que les acteurs Cary Grant et Randolph Scott ont partagée de 1932 à 1936.

## Batterie

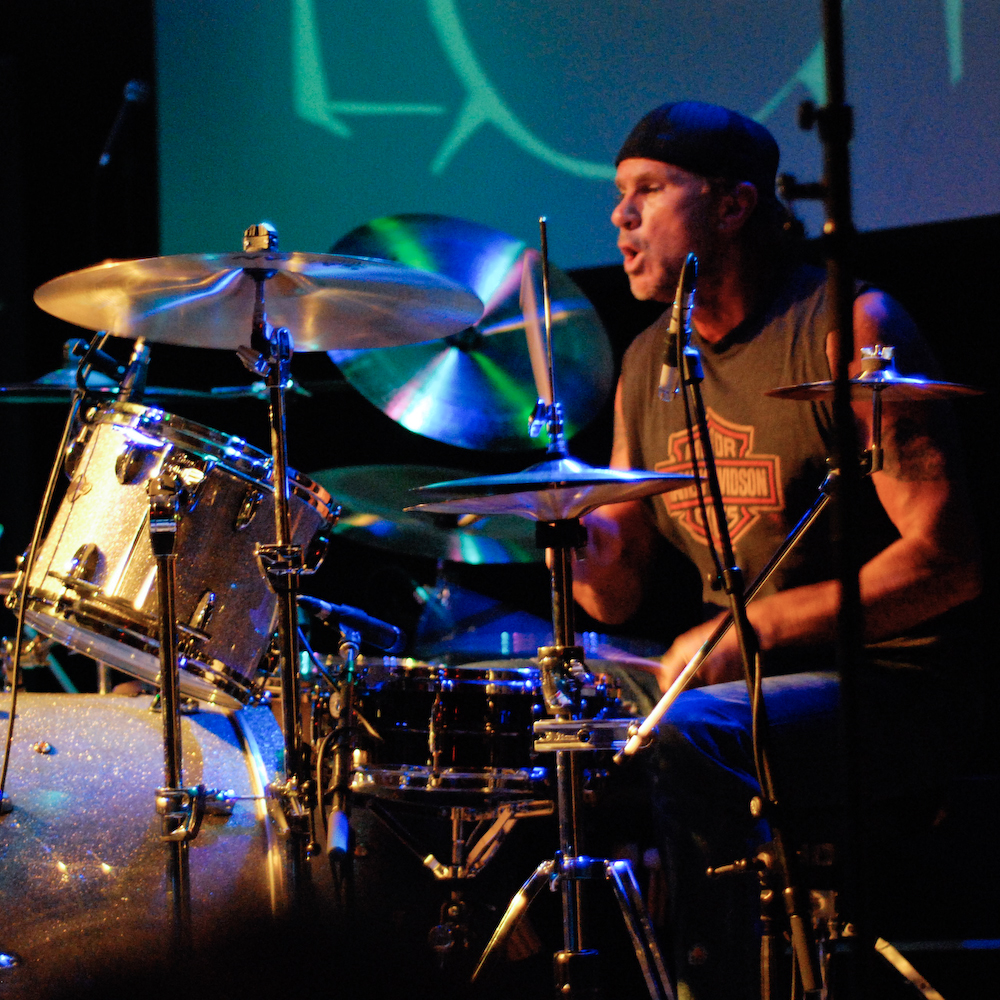
Chad Smith en 2007.

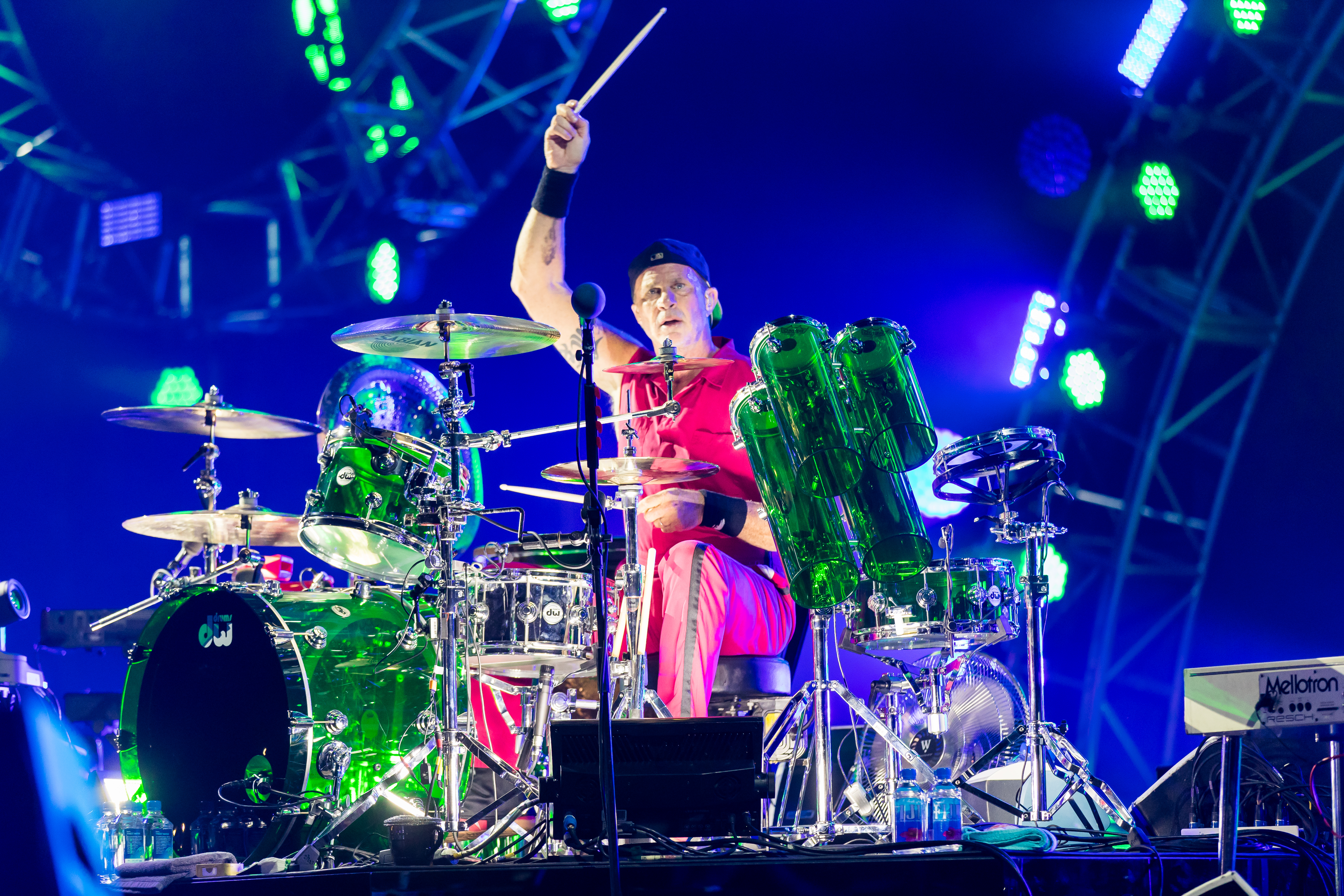
Chad Smith en 2016.

Sa première batterie fut un amas de cartons de glaces que son père lui avait volés chez Baskin Robbins. Il prit son premier cours de batterie en 1970 à l'âge de 9 ans.
Chad est associé: 
Actuellement à DW drums : Chad's Pearl Reference
- 12x10 tom
- 14x14 tom
- 16x16 tom
- 24x16 Grosse caisse
- 14×5.5 Caisse claire Pearl Sensitone Elite Beaded Steel

Cymbales : SABIAN
- 14" AA Medium Hats,
- 21" AA Rock Ride,
- 20" AA Rock Crash,
- 19" AA Medium Crash,
- 19" Vault Holy China,
- 10" AAX Splash

Bien qu'il soit surtout connu pour être le batteur des Red Hot, Chad Smith a collaboré avec de nombreux artistes et a joué sur plus d'une centaine d'albums. En 1993, il sort une vidéo, Red Hot Rhythm Method, pour aider les apprentis batteurs à progresser.
Il est entré dans le Livre Guinness des records pour avoir joué sur le plus grand kit de batterie au monde, qui était composé de 308 pièces.

## Discographie sélective

### Projets solo
- 2010 :  Chad Smith's Bombastic Meatbats - More Meat .

### Avec lesRed Hot Chili Peppers
- 1989 : Mother's Milk
- 1991 : Blood Sugar Sex Magik
- 1992 : What Hits!?
- 1994 : Out in L.A.
- 1994 : Live Rare Remix Box
- 1995 : One Hot Minute
- 1998 : Under the Covers
- 1999 : Californication
- 2002 : By the Way
- 2003 : Greatest Hits
- 2004 : Live in Hyde Park
- 2006 : Stadium Arcadium
- 2011 : I'm with You
- 2016 : The Getaway
- 2022 : Unlimited Love
- 2022 : Return of the Dream Canteen

### Collaborations
- 1982 : Point of Entry de Pharaoh
- 1986 : Twist Inside de Twenty Mondays
- 1986 : Into the Light de Toby Redd
- 1990 : Mood Ring de Second Self
- 1991 : Queen Remix
- 1994 : Fruit of Life de Wild Colonials
- 1995 : A Means to an End: The Music of Joy Division
- 1996 : Bande originale du film Grace of My Heart
- 1996 : Dangerous Madness de Wayne Kramer
- 1996 : Monkey on Rico de Thermadore
- 1997 : Bande originale de Private Parts de Howard Stern
- 1997 : Lili de Lili Haydn
- 1997 : Blue Moon Swamp de John Fogerty
- 1998 : Alchemy de Leah Andreone
- 2000 : The Psychotic Friends Nuttwerx de Fishbone
- 2000 : Loud Rocks
- 2003 : Unearthed de Johnny Cash
- 2003 : Hughes Turner Project 2 de Glenn Hughes
- 2003 : Songs in the Key of Rock de Glenn Hughes
- 2004 : Shadows Collide With People de John Frusciante
- 2004 : Soulfully Live in the City of Angels de Glenn Hughes
- 2005 : Soul Mover de Glenn Hughes
- 2006 : Taking the Long Way de Dixie Chicks
- 2006 : Music For the Devine de Glenn Hughes
- 2008 : First Underground Nuclear Kitchen de Glenn Hughes
- 2009 : Ichibu to Zenbu / DIVE de B'z
- 2018 : What Happens Next de Joe Satriani
- 2019 ː Charlie Puth - "Mother"
- 2019 ː Lana Del Rey – Norman Fucking Rockwell!
- 2019 ː Charli XCX – Charli
- 2019 ː Post Malone – Hollywood's Bleeding
- 2020 ː Halsey – Manic
- 2020 ː Dua Lipa – Future Nostalgia
- 2020 ː Morrissey – I Am Not a Dog on a Chain
- 2020 ː The Chicks – GaslighterGaslighter
- 2021 ː Miley Cyrus (featuring Chad Smith, Elton John et Yo-Yo Ma) – "Nothing Else Matters"
- 2022 ː Top Gun: Maverick BOF
- 2023 ː Iggy Pop – Every Loser
- 2024 ː Hardy — Good Girl Phase
- 2024 ː Lady Gaga – Mayhem
- 2024 ː Elton John et Brandi Carlile – Who Believes in Angels?

## AvecChickenfoot
- 2009 : Chickenfoot
- 2011 : Chickenfoot III